# Hans von Blixen-Finecke (1886-1917)
Pour les articles homonymes, voir Hans von Blixen-Finecke, Blixen et Finecke.
Hans Gustaf von Blixen-Finecke, né le 25 juillet 1886 au manoir de Näsbyholm et mort le 26 septembre 1917 à Malmslätt, est un cavalier suédois de dressage. Il est le frère jumeau de Bror von Blixen-Finecke qui fut l'époux de Karen Blixen. Hans est le père du cavalier du même nom.

## Carrière
Hans von Blixen-Finecke est lieutenant de dragons du régiment de Schonen. Il participe aux Jeux olympiques d'été de 1912 à Stockholm. Il remporte avec le cheval Maggie la médaille de bronze en dressage individuel.
Il prend des leçons d'aviation en 1915 et reçoit la licence n°23 de l'aéroclub royal de Suède. Il meurt lorsque son avion de reconnaissance Södertelge Verkstäders SW 16 prend feu en vol d'essai, et s'écrase le 26 septembre 1917.